# Tinagma ocnerostomella
Tinagma ocnerostomella — вид лускокрилих комах родини дугласіїд (Douglasiidae).

## Поширення
Вид досить поширений в Європі. Присутній у фауні України.

## Опис
Розмах крил 8-9 мм. Крила сірі з поодинокими білими лусочками. 

## Спосіб життя
Імаго літають у червні-липні. Активні вдень. Личинки живляться серцевиною стебла синяка звичайного (Echium vulgare).